# آرتور ماریانو
آرتور ماریانو (پرتغالی: Arthur Mariano؛ زادهٔ ۱۸ سپتامبر ۱۹۹۳) یک ژیمناست هنری اهل برزیل است.
از افتخارات وی می‌توان به کسب مدال برنز حرکات زمینی در بازی‌های المپیک تابستانی ۲۰۱۶ اشاره کرد.